# The American Conservative
The American Conservative (TAC) est un magazine imprimé mensuel américain d'opinion, fondée en 2002 par Pat Buchanan, Taki Theodoracopulos et Scott McConnell, ce dernier en étant le rédacteur en chef. 

Actuellement éditée par Ron Unz (en), la revue, de tendance libertarienne (liée au courant paléo-libertarien) défend une vision traditionnelle de la politique, anti-guerre, paléo-conservatrice et opposée au néo-conservatisme.

## Historique
La revue est fondée en 2002 par Pat Buchanan après son échec à la campagne présidentielle.

## Ligne politique et éditoriale
La ligne éditoriale se différencie de celles d'autres publications conservatrices et néo-conservatrices, notamment par son opposition à la politique étrangère interventionniste, une vision plus positive de l'Europe, et des positions plus tranchées en matière d'immigration et de politique commerciale. 
Selon son site internet (version aout 2019), ce média a été créé pour « promouvoir un conservatisme main stream opposé au pouvoir incontrôlé au sein du gouvernement et des entreprises ; favoriser l'épanouissement des familles et des communautés à travers des marchés dynamiques et des personnes libres ; et embrasser avec réalisme et retenue les questions d'affaires étrangères sur la base des intérêts nationaux vitaux de l’Amérique ». 
La revue publie des essais et articles, des billets de blog et organise des conférences et événements spéciaux. The American Conservative se présente comme une « organisation à but non lucratif et non partisane 501 (c) », qui croit « au gouvernement constitutionnel, à la prudence budgétaire, à une politique monétaire saine, à des frontières clairement délimitées, à la protection des libertés civiles, à des marchés authentiquement libres et à la rigueur politique étrangère associée à la rigueur diplomatique » ; et qui veut « une Amérique qui reste la nation la plus puissante du monde, qui conserve son pouvoir pour protéger ses propres intérêts et promouvoir la stabilité du rapport de forces en des points stratégiques cruciaux de la planète » (...) un gouvernement fédéral qui ne fasse pas d'« incursions intrusives dans la vie et les affaires des Américains », des entreprises faisant « des profits sur un marché équitable, sans l'aide de faveurs spéciales et d'émoluments de la part d'un gouvernement maladif. Nous voulons protéger et préserver les intérêts légitimes de nos citoyens grâce à des politiques d’immigration mesurées qui tiennent compte des défis de l’assimilation. »

## Implication dans les campagnes électorales
La revue a ouvertement soutenu le candidat républicain Ron Paul lors de l'élection américaine de 2008, mais n'a pas soutenu de candidat en 2004. Lors de l'élection législative de mi-mandat de 2006, elle a appelé ses lecteurs à voter pour les candidats du Parti démocrate, par opposition à la politique de George W. Bush.

## Contributeurs
Outre ses fondateurs, les principaux contributeurs de The American Conservative sont (ou ont été): Paul Craig Roberts, Tom Tancredo, Robert Novak, Samuel Huntington, Norman Mailer, Uri Avnery, Lou Dobbs, ou encore Rod Dreher.